# KWY
KWY était un groupe d'artistes, pour la plupart Portugais vivant à Paris, composé des artistes portugais Lourdes Castro, René Bértholo, António Costa Pinheiro, João Rodrigues Vieira, José Escada et Gonçalo Duarte, du Bulgare Christo et de l'Allemand Jan Voss. C'est aussi le nom de la revue éditée par le groupe, parue de 1958 à 1964.
Le nom « KWY » regroupe trois lettres absentes des mots portugais usuels, et pourrait signifier « Ká Wamos Yndo » (déformation de Ká Wamos Indo).